# Erklärung für nationalsozialistische Abgeordnete
Die Erklärung für nationalsozialistische Abgeordnete (auch: Treue- und Verpflichtungserklärung von Kandidaten der NSDAP) war eine fünf Punkte umfassende ehrenwörtliche Erklärung, die die Nationalsozialistische Deutsche Arbeiterpartei (NSDAP) seit 1932 jedem ihrer Landtags- und Reichstagsabgeordneten abverlangte. 
Unmittelbar nach den Preußischen Landtagswahlen vom März 1932 begann die NSDAP-Führung damit, jeder Person, die als NSDAP-Kandidat in einen Landtag oder den Reichstag gewählt worden war – sei es als Vertreter eines Wahlkreises, sei es auf Reichswahlvorschlag – eine einheitliche Erklärung vorzulegen. Diese umfasste mehrere Zusicherungen und ehrenwörtliche Verpflichtungen gegenüber der Partei. Nach dem Verständnis der Partei sollte diese Erklärung die ideologische Reinheit der Tätigkeit der NSDAP-Abgeordneten als den parlamentarischen Vertretern „der Bewegung“ und ihrer Zusammenarbeit innerhalb der NSDAP-Fraktion gewährleisten.
Die Erklärungen wurden den Abgeordneten von der Fraktionsführung der NSDAP überstellt, die diese mit einer datierten Unterschrift versehen und anschließend an den Fraktionsgeschäftsführer Hans Fabricius zurückzuschicken hatten, der sie zentral sammelte, um im Bedarfsfall darauf zurückgreifen zu können.

## Inhalt
Die Erklärung umfasste die folgenden Punkte:
- „1) Ich versichere keinerlei Bindungen oder Beziehungen zu Juden zu besitzen.“
- „2) Ich versichere keinerlei Aufsichtsratsposten in Banken oder sonstigen Unternehmungen zu bekleiden.“
- „3) Ich verpflichte mich ehrenwörtlich auch für die Zeit meiner Abgeordnetentätigkeit keine solchen Posten zu übernehmen und zwar weder direkt noch indirekt durch dritte Personen.“
- „4) Ich verpflichte mich auf Ehrenwort als Abgeordneter der NSDAP jederzeit die Interessen der Partei wahrzunehmen, die 25 Programmpunkte grundsätzlich anzuerkennen und mich Adolf Hitler und seinen Befehlen zu unterstellen.“
- „5) Ich verpflichte mich weiter ehrenwörtlich dass ich auch bei eventuellem Ausscheiden aus der NSDAP mich keiner anderen Partei als Abgeordneter anschliessen und mich auch nicht fraktionslos erklären, sondern in einem solchen Falle mein Mandat auf Aufforderung der Parteileitung niederlegen werde.“

Eine nicht in Punkte gegliederte Variante für den preußischen Landtag die kurzzeitig verwendet wurde lautete:
- „Hiermit erkläre ich als Nationalsozialist auf Ehrenwort, dass ich das mir von Adolf Hitler und den preussischen Wählern übertragene Mandat zum preußischen Landtag stets im Sinne meines Führers ausüben will. Sobald der Führer Adolf Hitler mich von meinem Mandat abberuft, erkläre ich auf Ehrenwort seiner Weisung zu folgen. Im Falle meines Ausschlusses aus der Partei lege ich selbstverständlich mein Mandat in die Hände Adolf Hitlers und meiner preußischen Wähler zurück.“

## Archivalien
- Bundesarchiv: Bestand NSDAP-Fraktion (NS 46), Akte 29 (Sammlung von erhaltenen Verpflichtungserklärungen)